# Энн Ширли (персонаж)
Энн Ширли (англ. Anne Shirley) — персонаж книг канадской писательницы Люси Мод Монтгомери. Впервые она появилась в романе «Аня из Зелёных Мезонинов» 1908 года.

## Обзор серии
Энн родилась в семье учителей Уолтера и Берты (в девичестве Уиллис) Ширли в Новой Шотландии, городке Болингброк в марте 1865 года и провела первые годы своего детства там. В трёхмесячном возрасте она осиротела, — её родители скончались от брюшного тифа. На воспитание сироту за неимением иных родственников Энн взяла служанка миссис Томас. Когда миссис Томас овдовела, Энн жила несколько лет в семье Хаммонд, пока её не отдали в приют в Новой Шотландии.
Из приюта девочку в сопровождении миссис Спенсер отправили на остров Принца Эдуарда для удочерения. К величайшему горю рыжеволосой Энн, это произошло по ошибке. Одинокие пожилые брат и сестра — Мэтью и Марилла Катберты — хотели усыновить мальчика, чтобы он помогал им на ферме «Зелёные Мезонины», но миссис Спенсер, удочерившая себе девочку, неверно услышала просьбу. Молчаливый Мэттью быстро очаровался говорливой девочкой с живым воображением и был не прочь оставить её в семье на воспитание, но строгая Марилла не сразу приняла такое решение.
Поразительная способность юной Энн находить себе неприятности всякий раз составляет основу её приключений в деревне Авонлея и поводом закалять характер. Здесь исполнилась давняя мечта всегда одинокой сироты — Энн встретила «задушевную подругу» Диану Барри, с которой постаралась сохранить привязанность, несмотря на появляющиеся неурядицы. Однажды Энн принимала в гостях свою подругу и по ошибке опоила её вином вместо безобидного малинового сиропа. Миссис Барри разозлилась и запретила девочкам общаться. Но Энн вернула милость семьи, когда спасла жизнь младшей сестры Дианы Минни Мэй.

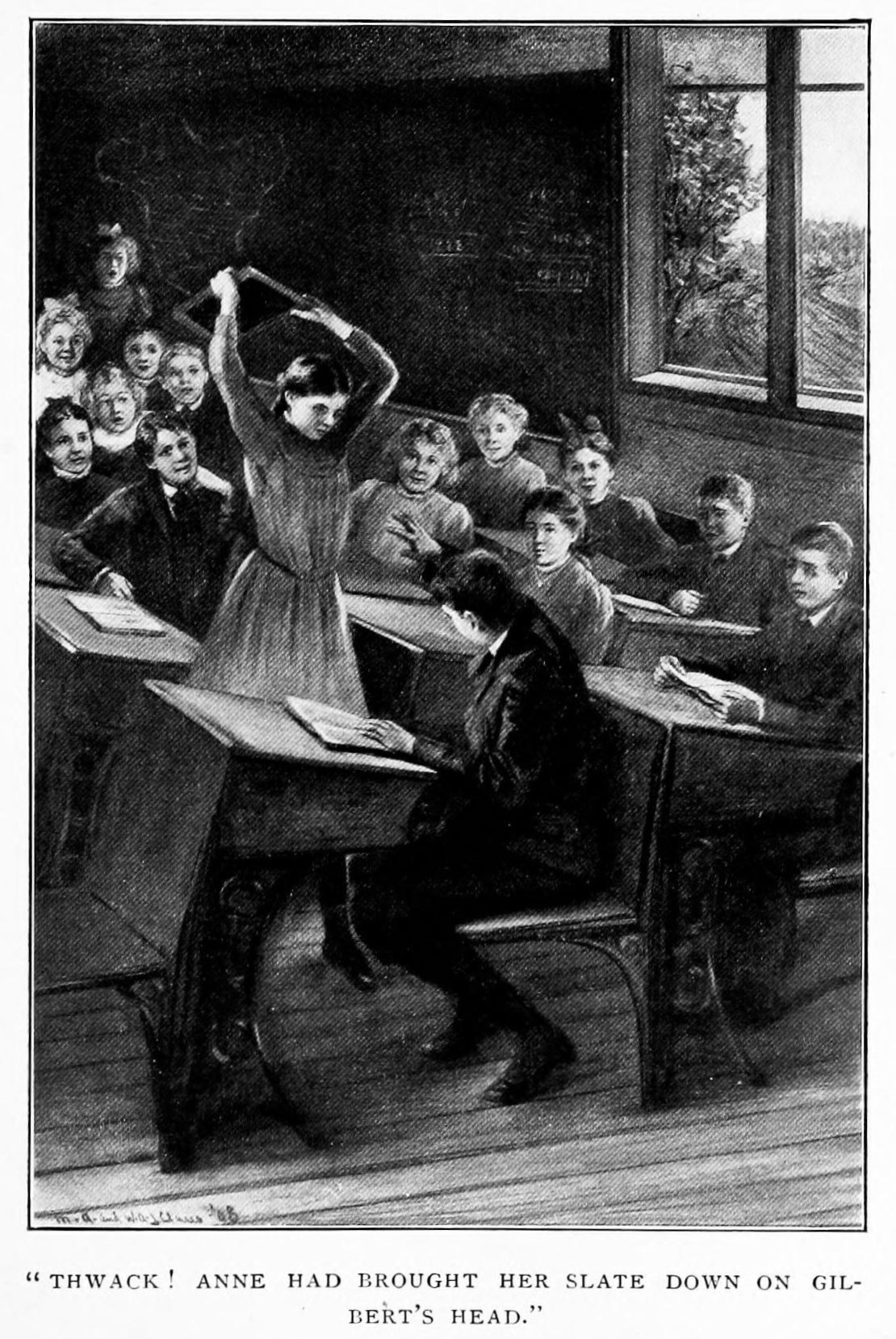
Иллюстрация из издания 1908 года

Сложные отношения сложились у Энн с одноклассником Гилбертом Блайтом. В первый её день в школе он дёрнул её за косу и назвал «морковкой», что задело Энн, всегда переживавшую из-за своего цвета волос. Энн в ярости разбила грифельную дощечку о голову обидчика и впредь старалась игнорировать мальчика, несмотря на его попытки загладить свою вину, и вести с ним негласное соперничество по успеваемости в школе. Позже они стали одними из лучших учеников Королевского колледжа.
Смерть Мэттью в конце книги «Аня из Зелёных Мезонинов» и ухудшение зрения Мариллы вынуждают Энн отложить поступление в колледж Редмонд и остаться в «Зелёных Мезонинах», чтобы помогать Марилле. Благородным жестом Гилберт предлагает Энн поменяться своими назначениями и отдаёт своё место в школе Авонлеи и отправляется преподавать в Белые Пески. Энн забывает старые обиды и принимает дружбу Гилберта, который мечтает о взаимном глубоком чувстве.
Когда умирает мистер Томас Линд, муж соседки Катбертов - Рейчел Линд, она переезжает из своего опустевшего дома к Марилле Катберт в «Зелёные Мезонины». Энн продолжает своё образование в колледже Редмонд, показывая прекрасные результаты. Смущённый отказом на брак Гилберт отдаляется от Энн, которая не уверена, чего в действительности хочет. Она принимает ухаживания красивого и серьёзного Роя Гарднера, который стал воплощением её давних фантазий, но после двух лет отношений с ним понимает, что никогда не любила Роя и не хочет выходить за него замуж.
Вернувшись в Авонлею, Энн узнаёт о тяжёлой болезни Гилберта брюшным тифом. Возможность навсегда потерять Гилберта пробуждает в Энн осознание её любовного чувства к нему. Когда Гилберт выздоравливает и повторно делает ей предложение, она соглашается. Обручальное кольцо Энн с жемчугом, а не алмазом (камнем, который печалил Энн).
Их помолвка растянулась на три года. После окончания колледжа Редмонд со степенью бакалавра искусств Энн возобновляет свою преподавательскую деятельность в городе Саммерсайд, а Гилберт посещает медицинскую школу.
После свадьбы их семейная жизнь протекает в Глене Святой Марии на острове Принца Эдуарда. За годы брака супруги Блайты обзавелись семью детьми: Джойс (Джой), (которая не прожила и дня), Джеймс Мэттью (Джем), Уолтер Катберт (умер в двадцатилетнем возрасте, в Франции во время Первой мировой войны), близнецы Диана (Ди) и Энн (Нэн), Джери Ширли и Берта Марилла (Рилла).

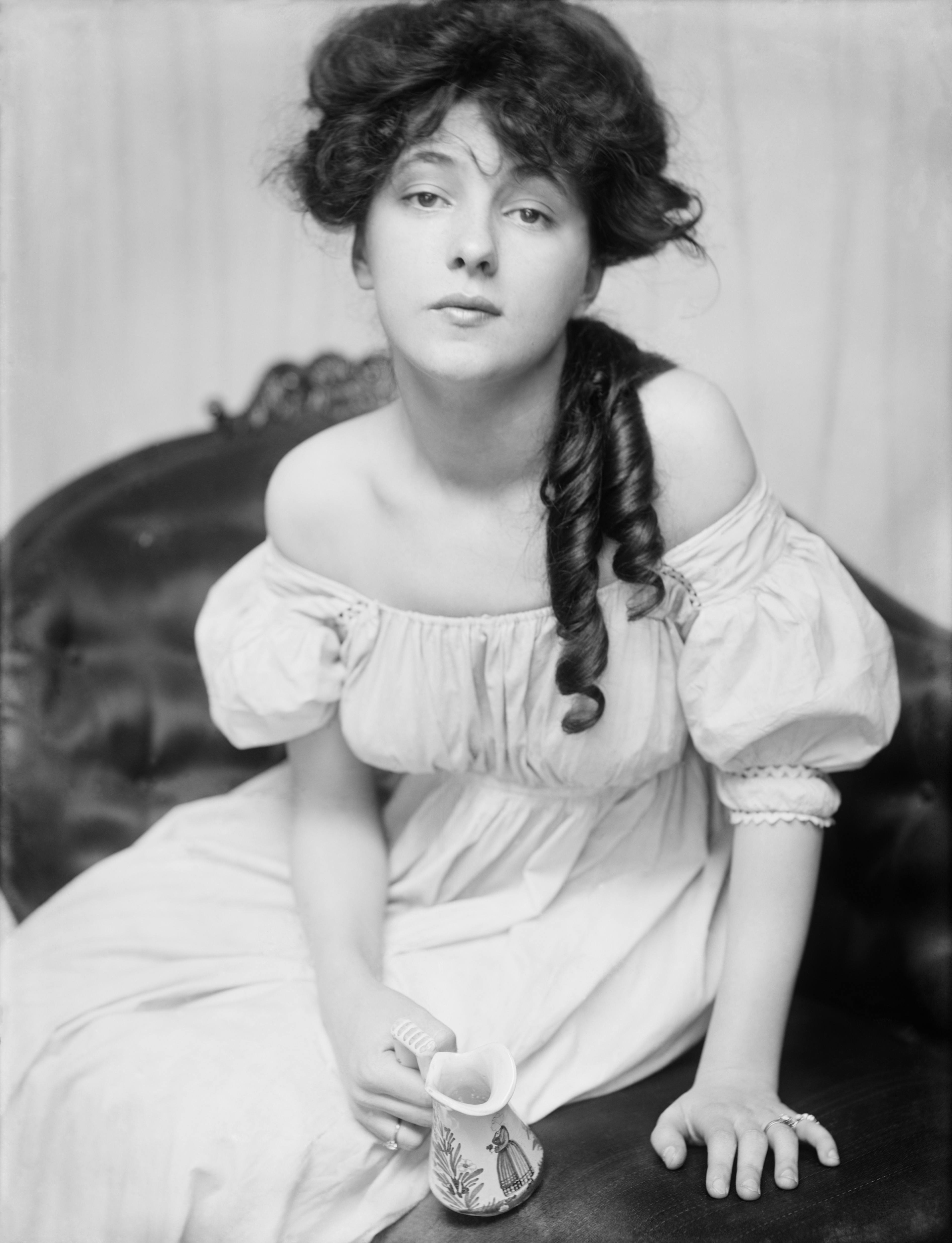
Эвелин Несбит — прототип внешнего облика Энн Ширли

## Описание персонажа
Своему внешнему облику Энн Ширли обязана фотографии из журнала «Metropolitan» — Монтгомери вырезала и сохранила эту картинку, хотя даже не знала, что на ней изображена известная в 1900-х годах Эвелин Несбит.
Впервые Энн Ширли описана, как разговорчивая 11-летняя сирота с рыжими волосами, которая хочет, чтобы её звали Корделия. Она трудолюбивая, заботливая и вежливая, с живым воображением, но она не любит свой цвет волос и ненавидит, когда её дразнят по этому поводу (даже в более поздние годы, она не любила, когда кто-либо называл её волосы «рыжими»). В конце концов, ей пришлось смириться со своими волосами и называть их «каштановыми», но большинство других её черт оставались неизменными на протяжении всей жизни.

## История создания
В своём дневнике Монтгомери написала, что идея создания этого персонажа возникла у неё благодаря родственникам, которые изначально хотели усыновить мальчика-сироту, но в конце концов взяли девочку.

## Книги
В дополнение к «Ане из Зелёных мезонинов» (1908) Энн является центральным персонажем последующих романов, написанных Монтгомери: «Аня из Авонлеи» (1909), «Аня с острова Принца Эдуарда» (1915), «Анин Дом Мечты» (1917), «Аня из Шумящих Тополей» (1936) и «Аня из Инглсайда» (1939). Другие книги в серии об Энн включают «Аня и Долина Радуг» (1919), которая посвящена детям семьи священника, живущим неподалёку от Энн, и «Риллу из Инглсайда» (1921), которая фокусируется на истории о младшей дочери Энн во время Первой мировой войны.
Энн также упоминается в «Хрониках Авонлеи» и «Дальнейших хрониках Авонлеи», а также в нескольких других рассказах Люси Монтгомери. В «Цитируя Блайтов» (опубликован в сокращенном формате, как «Дорога ко вчерашнему дню» и в отреставрированном, без сокращений издании 2009 года) Энн — второстепенный персонаж, как бабушка с несколькими внуками, по крайней мере двое из которых готовятся к службе в Канадской армии в первые дни Второй мировой войны. Это была одна из последних историй Люси Монтгомери написанных до её смерти в 1942 году.
Энн Ширли также появляется в книге-приквеле «Что было до Зелёных крыш» Бадж Уилсон, созданном с одобрения наследников Люси Мод Монтгомери. На основе исходной информации из оригинальной серии, книга рассказывает о первых 11 лет детства Энн Ширли, начиная с краткого счастья брака Берты и Вальтера Ширли, до её приезда в Зелёные крыши.

## Фильмы и телевидении
- В адаптации книги «Аня из Зелёных Мезонинов» 1934 года Энн Ширли была изображена актрисой Дон Эвелин Пэри, которая позже взяла имя этого персонажа как свой собственный сценический псевдоним. Она исполняла роль в адаптации книги «Аня из Шумящих Тополей» 1940 года.
- Мини-сериал «Аня из Авонлеи[англ.]» производства BBC вышел на экраны в 1975 году с Ким Брэден[англ.] в главной роли.
- Энн сыграла актриса Миган Фоллоуз в трёх из четырёх телевизионных адаптациях Кевина Салливана: «Энн из Зелёных крыш» (1985), «Энн из Зелёных крыш: Продолжение», и «Энн из Зелёных крыш: Продолжение истории». В четвёртом фильме Салливана «Энн из Зелёных крыш: Новое начало» Энн Ширли средних лет исполняла Барбара Херши, а в её воспоминаниях Ханна Эндикотт-Дуглас исполняла молодую Энн до прибытия в Зелёные Мезонины.
- В 1979 году японским Театром мировых шедевров производится «Akage no Anne». Позже, в 2009 году, приквел романа «Что было до Зелёных крыш» был адаптирован в аниме «Konnichiwa Anne: Before Green Gables», в котором Энн выступает как главный персонаж.
- Элла Баллентайн[англ.] сыграла Энн Ширли в трёх фильмах: «Энн из Зелёных Крыш» (2016), «Энн из Зелёных Крыш: Хорошие звёзды» (2016), «Энн из Зелёных Крыш: огонь и роса» (2017).
- В 2017 году по мотивам книги вышел сериал «Энн» с Эмибет Макналти в главной роли.